# Bistum Amravati
Das Bistum Amravati (lat.: Dioecesis Amravatensis) ist eine in Indien gelegene römisch-katholische Diözese mit Sitz in Amravati.

## Geschichte
Papst Pius XII. gründete es mit der Apostolischen Konstitution Cum petierit am 8. Mai 1955 aus Gebietsabtretungen des Erzbistums Nagpur, dem es auch als Suffraganbistum unterstellt wurde. 
Am 29. Juli 1968 verlor es Teile seines Territoriums an das Apostolische Exarchat Chanda und am 17. Dezember 1977 an das Bistum Aurangabad.

## Territorium
Das Bistum Amravati umfasst die im Bundesstaat Maharashtra gelegenen Distrikte Amravati, Akola, Buldana und Yavatmal.

## Bischöfe von Amravati
- Joseph Albert Rosario MSFS (8. Mai 1955–1. April 1995)
- Edwin Colaço (1. April 1995–20. Oktober 2006, dann Bischof von Aurangabad)
- Lourdes Daniel (8. Juni 2007–11. November 2010, dann Bischof von Nashik)
- Elias Gonsalves (11. Juli 2012–3. Dezember 2018, dann Erzbischof von Nagpur)
- Malcolm Sequeira (seit 30. November 2023)